# Gold-Fingerkraut
Das Gold-Fingerkraut (Potentilla aurea) ist eine Pflanzenart aus der Gattung Fingerkräuter (Potentilla) in der Familie der Rosengewächse (Rosaceae).

## Beschreibung

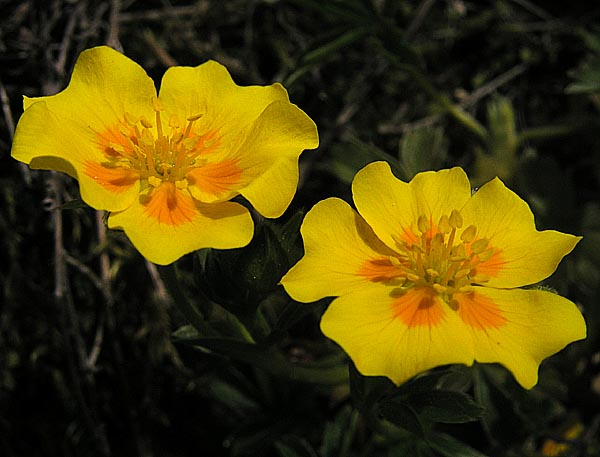
Blüten mit deutlichen Saftmalen auf den Kronblättern

Das Gold-Fingerkraut ist eine ausdauernde krautige Pflanze, die eine Wuchshöhe von 5 bis 35 Zentimetern erreicht. Der bogig aufsteigende und verzweigte Stängel ist anliegend behaart und reich beblättert. Die lang gestielten Grundblätter sind fünfzählig gefingert. Die Blattoberseite ist matt glänzend grün; blattunterseits gegen das Licht betrachtet ist die Blattaderung durchscheinend. Der Blattrand ist seidig behaart.
Die Blütezeit reicht von Juni bis September. Es werden nur wenige Blüten je Pflanze gebildet. Die zwittrigen Blüten sind bei einem Durchmesser von 15 bis 20 Millimetern radiärsymmetrisch. Der Kelch sowie der Außenkelch sind gleich lang. Die goldgelben Kronblätter sind verkehrt-herzförmig, leicht ausgerandet und am Grund befindet sich oft ein orangefarbener Fleck (Saftmal). Es sind etwa 20 Staubblätter vorhanden.
Die Chromosomenzahl beträgt 2n = 14, seltener 28 oder 56.

## Ökologie
Die Bestäubung erfolgt vor allem durch Fliegen. Die Fortpflanzung erfolgt auf dem Weg der Amphimixis.
Die Früchtchen werden durch Endozoochorie ausgebreitet.

## Vorkommen
Das Verbreitungsgebiet des Gold-Fingerkrautes umfasst die Alpen sowie die Gebirge Süd- und Mitteleuropas in Höhenlagen zwischen 1300 und 3200 Metern. In den Allgäuer Alpen steigt es am Westgipfel des Nebelhorns und im Tiroler Teil an der Rothornspitze jeweils bis zu einer Höhenlage von 2250 Metern auf.
Es kommt in Mitteleuropa im Feldberggebiet im Südschwarzwald, in den Alpen und im Schweizer Jura zerstreut vor, und es tritt dort oft in lockeren, individuenreichen Beständen auf; in den Vogesen kommt es vereinzelt vor.
Es gedeiht am besten auf trockenen, nährstoffarmen und etwas sauren, humusreichen Lehmböden. Es besiedelt in Mitteleuropa alpine Matten und Weiden, auch an Standorten mit langer Schneebedeckung; es geht aber auch ins Legföhrengebüsch. Es kommt vor in Gesellschaften des Verbands Nardion, selterer auch in denen des Verbands Salicion herbaceae.
Besonders reiche Bestände findet man auf extensiv genutzten Weiden, weil die Samen des Gold-Fingerkrauts durch Viehkot ausgebreitet werden.
Die ökologischen Zeigerwerte nach Landolt & al. 2010 sind in der Schweiz: Feuchtezahl F = 2+ (frisch), Lichtzahl L = 4 (hell), Reaktionszahl R = 2 (sauer), Temperaturzahl T = 1+ (unter-alpin, supra-subalpin und ober-subalpin), Nährstoffzahl N = 2 (nährstoffarm), Kontinentalitätszahl K = 3 (subozeanisch bis subkontinental).

## Heilpflanze
Das Gold-Fingerkraut ist eine alte Heilpflanze. Der Tee wird gegen Durchfall verwendet.
Es gilt in der Volksmedizin heute noch als sicheres Mittel gegen Zuckerkrankheit, auch krampflösendes Mittel für Magen-Darm-Trakt und bei Muskelkrämpfen. Als Gurgelwasser bei Halsentzündung und Zahnfleischbluten und als Badezusatz für schlecht heilende, infizierte Wunden.
Enthält vor allem Gerbsäure, Glykoside, Tormentol, ätherische Öle, Gummi, Stärke und Harz.